# Alan fitz Flaad
Alan fitz Flaad (circa 1070 – 1114) è stato un cavaliere medievale inglese di origine bretone, che governò la baronia feudale e il castello di Oswestry nello Shropshire.
Fu l'antenato comune dei FitzAlan, conti di Arundel, e della dinastia reale degli Stuart.
I suoi doveri come "uomo valoroso ed illustre" comprendevano la supervisione del confine gallese.

## Famiglia
Alan era il figlio di Flaad, il quale a sua volta era figlio di un Alain che era stato crociato (nel 1097) e Dapifer dell'arcivescovo di Dol, situato in Bretagna. "Alan, dapifer" si trova come firmatario di un documento del 1086 relativo a Mezuoit, una cella di St. Florent, vicino a Dol.

## Inghilterra
Flaad ed il figlio Alan ottennero i favori di re Enrico I d'Inghilterra il quale, poco dopo l'incoronoazione, invitò Alan in Inghilterra con altri amici bretoni, consegnandogli terre in Norfolk e nello Shropshire, comprese alcune appartenute in precedenza a Ernulf de Hesdin e a Robert de Belleme.

## Fondamenti religiosi
"Flaad filius Alani dapiferi" era presente alla consacrazione di Monmouth Priory nel 1101/2, ed il figlio Alan era garante di due documenti di Enrico I confermando la fondazione del Priorato della Santissima Trinità, York, quale parte di Marmoutier. Alan fondò anche il Priorato Sporle sulle sue terre di Norfolk (probabilmente a Sharrington), anch'esse parte di St. Florent.

## Matrimonio
Alan fitz Flaad sposò Ada (o Avelina), figlia di Ernoulf de Hesdin (ucciso in crociata ad Antiochia). I loro eredi furono:
- William fitz Alan, figlio maggiore (m. 1160), nominato Alto sceriffo di Shropshire da re Stefano d'Inghilterra nel 1137. Sposò una nipote di Roberto di Gloucester.[13] Il figlio Guglielmo (m. c1210) ereditò per matrimonio la Signoria di Clun divenendo "Lord di Clun e Oswestry".[14] Guglielmo è l'antenato dei FitzAlan Earl di Arundel.[15]
- Walter fitz Alan, secondo figlio, divenne primo High Steward of Scotland ereditario,[13] ed antenato dei re Stuart di Scozia.
- Jordan fitz Alan, di Burton, che ottenne terre in Bretagna, e restituì al Priorato di St. Florent delle Sele (West Sussex) il mulino di Burton donatogli dal padre.[16]
- Simon fitz Alan, anch'esso andato in Scozia e garante per il fratello del Foundation Charter dell'abbazia di Paisley.[17] Round ipotizza che possa essere stato un fratello uterino o bastardo.[18]